# Saison 4 de Cougar Town
Chronologie
Saison 3 Saison 5
Cet article présente le guide des épisodes de la quatrième saison de la série télévisée américaine Cougar Town.

## Généralités
Cette quatrième saison, composée de 15 épisodes, est diffusée sur TBS.

### Synopsis
Jules Cobb, âgée de 40 ans, est agente immobilière fraîchement divorcée vivant avec son fils, Travis âgé de 17 ans, dans un quartier d'une ville de Floride, non loin de son ex-mari, Bobby un peu tête en l'air qui éprouve toujours des sentiments pour elle. Essayant de faire face aux problèmes du quotidien, elle décide de se remettre à la « chasse aux hommes » avec l'aide de ses meilleures amies : Ellie, jeune mère de famille mariée dans la quarantaine également, et Laurie, sa jeune employée écervelée de 29 ans…

## Distribution de la saison

### Acteurs principaux
- Courteney Cox (VF : Maïk Darah) : Jules Cobb
- Dan Byrd (VF : Juan Llorca) : Travis Cobb
- Busy Philipps (VF : Edwige Lemoine) : Laurie Keller
- Brian Van Holt (VF : Arnaud Arbessier) : Bobby Cobb
- Christa Miller Lawrence (VF : Brigitte Aubry) : Ellie Torres
- Josh Hopkins (VF : Maurice Decoster) : Grayson Ellis
- Ian Gomez (VF : Pierre Tessier) : Andy Torres

### Acteurs récurrents
- Bob Clendenin : Tom Gazelian
- Maria Thayer : Lisa Riggs

## Liste des épisodes

### Épisode 1:Le blues de la mariée
- États-Unis : 8 janvier 2013[1] sur TBS
- Canada : 9 janvier 2013 sur Citytv
- Suisse : 8 janvier 2014 sur RTS Deux
- Belgique : sur Be Séries
- France : 28 décembre 2013 sur OCS Max[2]
- Québec : 12 novembre 2013 sur Moi & Cie Télé

- États-Unis : 2,18 millions de téléspectateurs[3] (première diffusion)

### Épisode 2:Couper le cordon
- États-Unis : 15 janvier 2013 sur TBS
- Canada : 16 janvier 2013 sur Citytv
- Québec : 19 novembre 2013 sur Moi & Cie Télé
- France : 28 décembre 2013 sur OCS Max
- Suisse : 8 janvier 2014 sur RTS Deux

- États-Unis : 2,02 millions de téléspectateurs[4] (première diffusion)

### Épisode 3:Ron Mexico
- États-Unis : 22 janvier 2013 sur TBS
- Canada : 23 janvier 2013 sur Citytv
- Québec : 19 novembre 2013 sur Moi & Cie Télé
- France : 28 décembre 2013 sur OCS Max
- Suisse : 9 janvier 2014 sur RTS Deux

- États-Unis : 2,04 millions de téléspectateurs[5] (première diffusion)

### Épisode 4:Opération Séduction
- États-Unis : 29 janvier 2013 TBS
- Canada : 30 janvier 2013 sur Citytv
- Québec : 26 novembre 2013 sur Moi & Cie Télé
- France : 4 janvier 2014 sur OCS Max
- Suisse : 9 janvier 2014 sur RTS Deux

- États-Unis : 2,06 millions de téléspectateurs[6] (première diffusion)

### Épisode 5:Le Job Idéal
- États-Unis : 5 février 2013 sur TBS
- Canada : 6 février 2013 sur Citytv
- Québec : 26 novembre 2013 sur Moi & Cie Télé
- France : 4 janvier 2014 sur OCS Max
- Suisse : 10 janvier 2014 sur RTS Deux

- États-Unis : 2,095 millions de téléspectateurs[7] (première diffusion)

Jules se rend compte que son travail d'agente immobilière l'ennuie, elle finit par convaincre Grayson de la laisser travailler au bar mais rien ne se passera bien.

### Épisode 6:Insomnies
- États-Unis : 12 février 2013 sur TBS
- Canada : 13 février 2013 sur Citytv
- Québec : 3 décembre 2013 sur Moi & Cie Télé
- France : 4 janvier 2014 sur OCS Max
- Suisse : 10 janvier 2014 sur RTS Deux

- États-Unis : 2,43 millions de téléspectateurs[8] (première diffusion)

C'est la St Valentin ! Andy ressort tous les "coupons sexe" d'Ellie qu'il a économisé ces dernières années et cela la rend folle.

### Épisode 7:Il était une fois
- États-Unis : 19 février 2013 sur TBS
- Canada : 20 février 2013 sur Citytv
- Québec : 3 décembre 2013 sur Moi & Cie Télé
- France : 11 janvier 2014 sur OCS Max

- États-Unis : 2,185 millions de téléspectateurs[9] (première diffusion)

### Épisode 8:La journée de la nudité
- États-Unis : 26 février 2013 sur TBS
- Canada : 27 février 2013 sur Citytv
- Québec : 10 décembre 2013 sur Moi & Cie Télé
- France : 11 janvier 2014 sur OCS Max

- États-Unis : 1,93 million de téléspectateurs[10] (première diffusion)

### Épisode 9:Les Play-Boys
- États-Unis : 5 mars 2013 sur TBS
- Canada : 6 mars 2013 sur Citytv
- Québec : 10 décembre 2013 sur Moi & Cie Télé
- France : 11 janvier 2014 sur OCS Max

- États-Unis : 1,711 million de téléspectateurs[11] (première diffusion)

### Épisode 10:Le Coffre Fort
- États-Unis : 12 mars 2013 sur TBS
- Canada : 12 mars 2013 sur Citytv
- Québec : 17 décembre 2013 sur Moi & Cie Télé
- France : 18 janvier 2014 sur OCS Max

- États-Unis : 1,6 million de téléspectateurs[12] (première diffusion)

Jules est en colère après qu'elle a découvert que chaque membre de la bande avait son "caveau à secrets", elle décide d'en parler à sa thérapeute. Pendant ce temps, Andy réalise qu'en temps que maire, il a des obligations. 

### Épisode 11:Les oiseaux se cachent pour en rire
- États-Unis : 19 mars 2013 sur TBS
- Canada : 20 mars 2013 sur Citytv
- Québec : 17 décembre 2013 sur Moi & Cie Télé
- France : 18 janvier 2014 sur OCS Max

- États-Unis : 1,88 million de téléspectateurs[13] (première diffusion)

### Épisode 12:Les privilèges de l'âge
- États-Unis : 26 mars 2013 sur TBS
- Canada : 27 mars 2013 sur Citytv
- France : 18 janvier 2014 sur OCS Max

- États-Unis : 1,75 million de téléspectateurs[14] (première diffusion)

### Épisode 13:Ce que pensent les gens
- États-Unis : 2 avril 2013 sur TBS
- Canada : 1er mai 2013 sur Citytv[15]
- France : 25 janvier 2014 sur OCS Max

- États-Unis : 1,94 million de téléspectateurs[16] (première diffusion)

### Épisode 14:L'amour chien
- États-Unis : 9 avril 2013 sur TBS
- Canada : 8 mai 2013 sur Citytv
- France : 25 janvier 2014 sur OCS Max

- États-Unis : 1,81 million de téléspectateurs[17] (première diffusion)

### Épisode 15:L.A. Confidential
- États-Unis : 9 avril 2013 sur TBS
- Canada : 15 mai 2013 sur Citytv
- France : 25 janvier 2014 sur OCS Max

- États-Unis : 1,38 million de téléspectateurs[17] (première diffusion)

Tippi Hedren (elle-même)
La petite bande n'est finalement pas partie aux Bahamas, mais à Los Angeles pour faire plaisir au père de Jules. Une fois là-bas, ce dernier est triste et nostalgique de sa jeunesse et pour lui faire plaisir Jules essaie par tous les moyens de le faire rencontrer Tippi Hedren, son actrice préférée.